# Calciatori della Società Sportiva Lazio

Giuseppe Wilson, difensore della Lazio dal 1969 al 1980, detiene il record di partite come capitano del club.

A partire dalla fondazione del club, oltre 800 calciatori hanno vestito la maglia della Società Sportiva Lazio, società calcistica italiana per azioni con sede a Roma.

## Storia

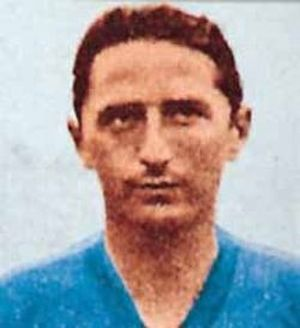
Silvio Piola, centravanti della Lazio dal 1934 al 1943, campione del mondo nel 1938 e calciatore biancoceleste più prolifico con la nazionale italiana.

Solo nel primo trentennio di attività, furono circa 200 i calciatori a vestire la casacca biancoceleste, su tutti Sante Ancherani, uno dei pionieri della sezione calcio della polisportiva romana, per anni capitano e uomo-simbolo della squadra, nonché allenatore-giocatore delle Aquile fino al 1906, quando arrivò il tecnico Guido Baccani; Ancherani poté così dedicarsi esclusivamente al suo "mestiere" di centrattacco. Il nome dell'allora attaccante laziale rimane nella storia, oltre che per il ruolo che ha assunto nella nascita e consacrazione della sezione calcio biancoceleste. In epoche diverse, ma nello stesso ruolo, hanno rappresentato per i colori laziali due simboli di rinascita, di crescita e di vittorie: Silvio Piola e Giorgio Chinaglia. Piola, il più prolifico centravanti italiano di tutti i tempi, ha vestito la casacca laziale tra gli anni 1930 e 1940, portando i capitolini a competere per lo Scudetto e la Nazionale azzurra a vincere la Coppa del Mondo 1938, come fece il compagno di reparto, l'oriundo Anfilogino Guarisi, campione del mondo nel 1934; Chinaglia invece, arrivato a Roma agli inizi degli anni 1970, oltre a essere stato il bomber del primo Tricolore laziale e uno dei leader della formazione guidata all'epoca da Tommaso Maestrelli, ha rappresentato l'emblema della rinascita della Lazio dopo i difficili anni 1960. 

Giuseppe Favalli, difensore della Lazio dal 1992 al 2004, detiene il record, insieme a Gottardi e Negro, di trofei vinti con il club (8).

Ezio Sclavi è considerato uno dei migliori portieri del primo dopoguerra, mentre un paio di decenni più tardi si distinse tra i pali biancocelesti Lucidio Sentimenti IV. Tra i numerosi calciatori di rilievo che hanno militato nella Lazio figura l'estremo difensore Roberto Lovati, riconosciuto come il personaggio più rappresentativo e longevo della storia della società, essendo stato nel corso degli anni capitano della squadra e successivamente preparatore dei portieri, responsabile delle giovanili, dirigente, vice-allenatore e allenatore sia delle giovanili che di prima squadra. Bob (così era soprannominato) ha avuto l'onore di alzare al cielo, con la fascia di capitano al braccio, il primo trofeo ufficiale della storia biancoceleste, ovvero la Coppa Italia 1958. Giuseppe Wilson vanta il maggior numero di stagioni in maglia biancoceleste con la fascia di capitano al braccio, compresa quella del primo Scudetto della Lazio, vinto anche grazie a giocatori del calibro di Felice Pulici, Luigi Martini, Giancarlo Oddi, Sergio Petrelli, Mario Frustalupi, Franco Nanni, Luciano Re Cecconi, Vincenzo D'Amico e Renzo Garlaschelli, alle spalle dei quali stava crescendo in quel periodo un attaccante dalla classe cristallina, che da lì a pochi anni erediterà la maglia che fu di Chinaglia, ovvero Bruno Giordano. Proprio Giordano e D'Amico, oltre al difensore Lionello Manfredonia, al mediano brasiliano Batista e al talentuoso danese Michael Laudrup, rappresentarono negli anni 1980 gli elementi di spicco di una squadra che però vivrà in quelle stagioni momenti assai tormentati, superati anche grazie alla tempra e al talento di giocatori come Gabriele Podavini, Domenico Caso, Giuliano Fiorini, Angelo Gregucci, Raimondo Marino e Paolo Di Canio. Alessandro Nesta, campione del mondo 2006 (ceduto al Milan nel 2002), insieme ai due biancocelesti Massimo Oddo e Angelo Peruzzi, e presente nelle liste del FIFA 100 e dello UEFA Golden Jubilee Poll così come l'ex centravanti laziale Christian Vieri, nonché unico calciatore in Italia a essere stato azionista e membro del CdA del club in cui giocava (la Lazio appunto), è tuttora il capitano più vincente della storia biancoceleste e uno dei simboli della squadra romana. Da citare sono anche l'attaccante uruguagio Rubén Sosa e i tedeschi Karl-Heinz Riedle e Thomas Doll, oltre al tanto istrionico quanto talentuoso centrocampista inglese Paul Gascoigne, all'olandese Aron Winter, all'attaccante croato Alen Bokšić, al ceco Pavel Nedvěd, vincitore del premio come calciatore europeo dell'anno nel 2003, all'ala portoghese Sérgio Conceição, al bomber cileno Marcelo Salas, detto El Matador, ai serbi Siniša Mihajlović e Dejan Stanković, agli argentini José Chamot, Matías Almeyda, Diego Simeone, Juan Sebastián Verón, inserito da Pelé all'interno del FIFA 100, la speciale classifica che include i più forti calciatori viventi al momento della stesura della storia di questo sport, e Hernán Crespo, ovvero il calciatore più pagato nella storia del club, oltre al brasiliano César e all'olandese Jaap Stam, al macedone Goran Pandev e al tedesco Miroslav Klose, campione del mondo con la Germania nel 2014. 

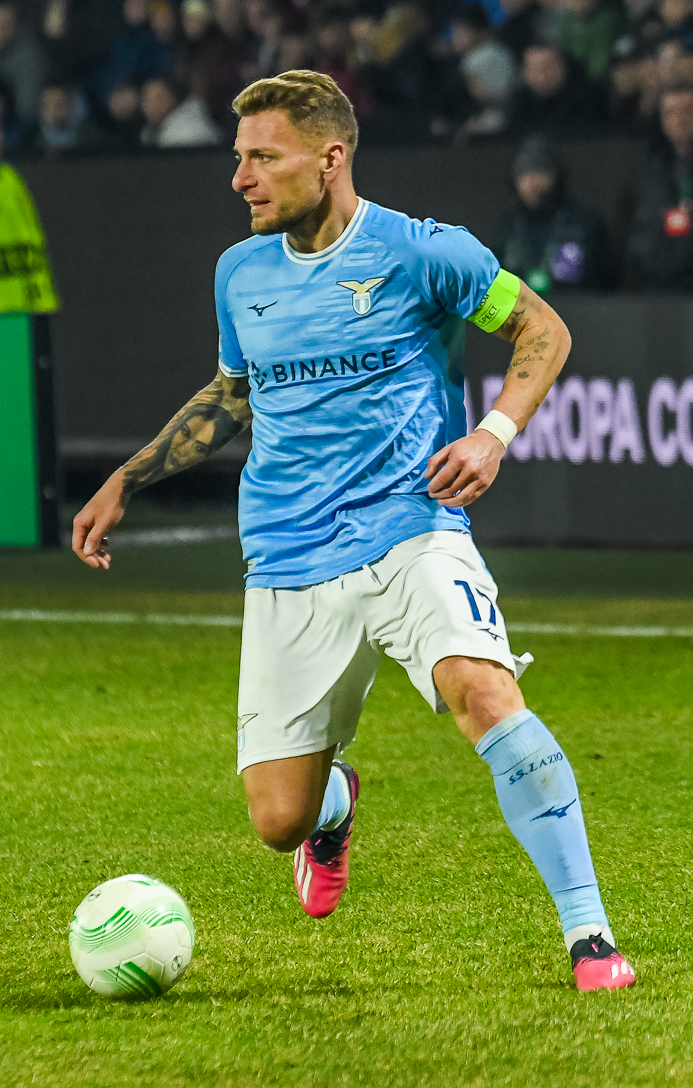
Ciro Immobile, centravanti della Lazio dal 2016 al 2024, detiene il record assoluto di reti nella storia del club.

Altri calciatori biancocelesti da menzionare sono il portiere, divenuto poi centrocampista, Fulvio Bernardini, il più giovane debuttante della storia biancoceleste con soli 13 anni, 10 mesi e 9 giorni d'età, sceso in campo in una partita valevole per il Torneo Canalini contro l'Audace; "Fuffo" ha collezionato poco meno di 100 presenze e più di 70 reti in prima squadra fino al 1926, inoltre è stato il primo calciatore della Lazio, romano e del Centro-Sud a essere convocato in Nazionale. Oltre a lui, sono da menzionare i fratelli Saraceni, Fernando e Luigi, pochi tra i tanti giocatori nella storia del calcio italiano ad aver indossato nel corso della loro carriera la maglia di una sola società, quella biancoceleste in tal caso, con Fernando che ha vissuto ben diciassette stagioni con le Aquile, sette in più del fratello minore Luigi, fermo a dieci.
Da citare, nel periodo del secondo dopoguerra, l'oriundo Enrique Flamini insieme all'argentino Salvador Gualtieri, oltre ad Aldo Puccinelli, militante in prima squadra per 13 stagioni, intervallate da un'annata trascorsa alla Massese e dall'interruzione delle attività per cause belliche, dal 1940 al 1955, al difensore Leandro Remondini, allo svedese Arne Selmosson e al brasiliano Humberto Tozzi. Negli anni 1960 e 1970 un importante contributo alla Lazio venne dall'argentino Juan Carlos Morrone, divenuto in seguito anche allenatore delle giovanili e della prima squadra laziale, presente in quasi 240 partite ufficiali delle Aquile fino al 1971, da Paolo Carosi, uno dei più noti centrocampisti italiani biancocelesti, Francesco Janich, Diego Zanetti, Arrigo Dolso e da Nello Governato, futuro dirigente di successo biancoceleste, che negli anni 1990 porterà a vestire la casacca biancoceleste calciatori quali Pierluigi Casiraghi, Luca Marchegiani e Giuseppe Signori, protagonisti al mondiale del 1994, oltre a Roberto Cravero, Roberto Di Matteo, Giuseppe Favalli, record-man di trofei vinti nella storia del club (8 in 12 stagioni), Roberto Mancini, Paolo Negro, Giuseppe Pancaro, Simone Inzaghi e Tommaso Rocchi.

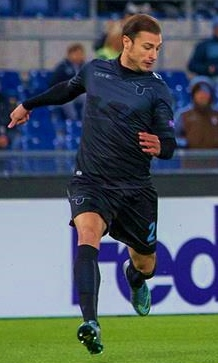
Ștefan Radu, difensore della Lazio dal 2008 al 2023, detiene il record assoluto di presenze nella storia del club.

Il maltese Silvio Mizzi e il portoghese Francisco dos Santos furono i primi calciatori di nazionalità non italiana a giocare nella Lazio, rispettivamente a partire dal 1904 e dal 1906. Insieme a loro giocò per un solo anno anche lo svizzero Oscar Frey. Il primo era un attaccante possente, il quale vinse con la squadra molti titoli cittadini, regionali e interregionali, divenendo anche collaboratore del tecnico Baccani; dos Santos era invece uno studente dell'Accademia di belle arti di Roma che nel 1906 entrò a far parte della compagine capitolina, divenendone uno dei titolari inamovibili fino al 1910, anno del suo ritiro, nonché il primo capitano non italiano.
Il difensore romeno Ștefan Radu, che ha vestito la maglia biancoceleste per sedici stagioni (2008-2023), è il primo calciatore per numero di presenze nella storia della Lazio in campionato (349) e in assoluto in tutte le competizioni (427); con i laziali Radu ha vinto tre Coppe Italia e altrettante Supercoppe italiane.
Ciro Immobile, bomber della compagine romana dal 2016 al 2024, è attualmente colui che detiene il record assoluto di reti nella storia del club (207). Infine il centrocampista serbo Sergej Milinković-Savić si distingue per essere il miglior marcatore straniero della storia laziale con 69 gol totali.

## Lista dei capitani
La figura del capitano iniziò a comparire nel calcio italiano nei primi anni 1910. Fino al 2024, 57 calciatori hanno portato la fascia di capitano della Lazio. Da menzionare Anfilogino Guarisi negli anni 1930 ed Enrique Flamini negli anni 1940, gli unici capitani stranieri di nascita (anche se poi acquisirono la nazionalità italiana, essendo discendenti di emigrati) nella storia del club capitolino. Gli unici capitani di nazionalità non italiana sono stati Francisco dos Santos, Jenő Löwy, Salvador Gualtieri, Humberto Tozzi, Batista, Fernando Couto, César, Lucas Biglia e Senad Lulić, calciatori rispettivamente dei primi del Novecento, e degli anni 1920, 1940, 1950, 1980, 1990, 2000 e 2010.
Il periodo più lungo con la fascia di capitano della squadra biancoceleste è stato quello di Sante Ancherani: dieci stagioni tra il 1901 e il 1911.
| Calciatore            | Ruolo  | Stagioni al club      | Stagioni da capitano | Presenze | Reti |
| --------------------- | ------ | --------------------- | -------------------- | -------- | ---- |
| Sante Ancherani       | CA     | 1901-1914             | 1901-1907            | -        | -    |
| Francisco dos Santos  | CC     | 1906-1908             | 1907-1908            | -        | -    |
| Sante Ancherani       | CA     | 1901-1914             | 1908-1911            | -        | -    |
| Giuseppe Fioranti I   | T/DC   | 1909-1922             | 1911-1914            | 68       | 32   |
| Carlo Maranghi        | DC/CA  | 1912-1922             | 1914-1922            | 49       | 21   |
| Augusto Faccani       | CC     | 1908-1923             | 1922-1923            | 96       | 10   |
| Augusto Parboni       | DC     | 1920-1927             | 1923-1925            | 75       | 4    |
| Fulvio Bernardini     | P/CA   | 1919-1926             | 1925-1926            | 102      | 73   |
| Jenő Löwy             | TS/CC  | 1926-1927 e 1928-1929 | 1926-1927            | 22       | 3    |
| Renato Bottacini      | TZ     | 1927-1931             | 1927-1928            | 75       | 0    |
| Ezio Sclavi           | P      | 1923-1925 e 1926-1934 | 1928-1929            | 252      | 0    |
| Piero Pastore         | CA     | 1929-1931 e 1932-1934 | 1929-1930            | 75       | 32   |
| Ezio Sclavi           | P      | 1923-1925 e 1926-1934 | 1930-1933            | 252      | 0    |
| Anfilogino Guarisi    | T      | 1931-1936             | 1933-1936            | 134      | 43   |
| Silvio Piola          | CA     | 1934-1943             | 1936-1943            | 227      | 143  |
| Salvador Gualtieri    | M      | 1940-1949             | 1943-1949            | 192      | 16   |
| Enrique Flamini       | T/M    | 1939-1952 e 1953-1954 | 1949-1952            | 272      | 43   |
| Aldo Puccinelli       | T      | 1940-1943 e 1945-1955 | 1952                 | 339      | 77   |
| Lucidio Sentimenti IV | P      | 1949-1954             | 1952-1954            | 170      | 3    |
| Aldo Puccinelli       | T      | 1940-1943 e 1945-1955 | 1954                 | 339      | 77   |
| Pasquale Vivolo       | CA     | 1953-1958             | 1954-1958            | 121      | 32   |
| Roberto Lovati        | P      | 1954 e 1955-1961      | 1958-1959            | 135      | 0    |
| Humberto Tozzi        | CA     | 1956-1960             | 1959-1960            | 92       | 32   |
| Francesco Janich      | L      | 1958-1961             | 1960-1961            | 93       | 0    |
| Gianni Seghedoni      | DC     | 1961-1963             | 1961-1962            | 49       | 1    |
| Claudio Bizzarri      | CA     | 1958-1963             | 1962-1963            | 109      | 19   |
| Graziano Landoni      | CC     | 1961-1964             | 1963-1964            | 99       | 5    |
| Pierluigi Pagni       | DC     | 1958-1961 e 1962-1968 | 1964-1965            | 172      | 1    |
| Nello Governato       | CC     | 1961-1966 e 1967-1971 | 1965-1966            | 235      | 16   |
| Pierluigi Pagni       | DC     | 1958-1961 e 1962-1968 | 1966-1968            | 172      | 1    |
| Diego Zanetti         | TD     | 1961-1969             | 1968-1969            | 248      | 2    |
| Ferruccio Mazzola     | CC     | 1968-1971 e 1972-1974 | 1969-1971            | 86       | 11   |
| Giuseppe Wilson       | L      | 1969-1978 e 1978-1980 | 1971-1974            | 324      | 6    |
| Giorgio Chinaglia     | CA     | 1969-1976             | 1974-1975            | 209      | 98   |
| Giuseppe Wilson       | L      | 1969-1978 e 1978-1980 | 1975-1978            | 324      | 6    |
| Luigi Martini         | TS     | 1971-1979             | 1978                 | 203      | 8    |
| Giuseppe Wilson       | L      | 1969-1978 e 1978-1980 | 1978-1980            | 324      | 6    |
| Vincenzo D'Amico      | T      | 1972-1980 e 1981-1986 | 1980                 | 276      | 40   |
| Alberto Bigon         | CC     | 1980-1982             | 1980-1981            | 57       | 12   |
| Vincenzo D'Amico      | T      | 1972-1980 e 1981-1986 | 1981-1983            | 276      | 40   |
| Batista               | R      | 1983-1985             | 1983-1984            | 43       | 2    |
| Bruno Giordano        | CA     | 1975-1985             | 1984-1985            | 203      | 86   |
| Gabriele Podavini     | TD     | 1982-1987             | 1985-1986            | 149      | 7    |
| Domenico Caso         | M      | 1985-1988             | 1986-1988            | 92       | 7    |
| Raimondo Marino       | DC     | 1986-1989             | 1988-1989            | 93       | 5    |
| Gabriele Pin          | CC     | 1986-1992             | 1989-1992            | 196      | 15   |
| Angelo Gregucci       | DC     | 1986-1993             | 1992-1993            | 187      | 12   |
| Claudio Sclosa        | M      | 1988-1994             | 1993-1994            | 133      | 1    |
| Giuseppe Signori      | CA     | 1992-1998             | 1994-1997            | 152      | 107  |
| Giuseppe Favalli      | DC/TS  | 1992-2004             | 1997-1998            | 298      | 4    |
| Diego Fuser           | CC     | 1992-1998             | 1998                 | 188      | 35   |
| Giuseppe Favalli      | DC/TS  | 1992-2004             | 1998                 | 298      | 4    |
| Alessandro Nesta      | DC     | 1993-2002             | 1998-2002            | 193      | 1    |
| Giuseppe Favalli      | DC/TS  | 1992-2004             | 2002-2004            | 298      | 4    |
| Paolo Negro           | TD/DC  | 1993-2005             | 2004                 | 264      | 19   |
| Fernando Couto        | DC     | 1998-2005             | 2004-2005            | 145      | 9    |
| César                 | TS/T   | 2001-2006             | 2005-2006            | 86       | 13   |
| Fabio Liverani        | R      | 2001-2006             | 2006                 | 126      | 6    |
| Massimo Oddo          | TD     | 2002-2007             | 2006-2007            | 135      | 17   |
| Luciano Zauri         | TD/M/T | 2003-2008 e 2011-2013 | 2007-2008            | 139      | 4    |
| Tommaso Rocchi        | CA     | 2004-2013             | 2008-2013            | 244      | 82   |
| Stefano Mauri         | CC/T   | 2006-2016             | 2013-2015            | 253      | 42   |
| Lucas Biglia          | R      | 2013-2017             | 2015-2017            | 109      | 13   |
| Senad Lulić           | CC/TS  | 2011-2021             | 2017-2021            | 282      | 28   |
| Ciro Immobile         | CA     | 2016-2024             | 2021-2024            | 270      | 169  |
| Mattia Zaccagni       | T      | 2021-presente         | 2024-presente        | 125      | 28   |

Codici:

P: Portiere, 
L: Libero,
DC: Difensore centrale (stopper), 
TD: Terzino destro, 
TS: Terzino sinistro, 
TZ: Terzino, 
M: Mediano, 
CC: Centrocampista centrale,
R: Regista, 
T: Trequartista,
CA: Centravanti.
Dati aggiornati fino al 10 maggio 2025.

## Record

### Presenze in partite ufficiali
| In assoluto 1. Ștefan Radu: 427 2. Giuseppe Favalli: 401 3. Giuseppe Wilson: 392 4. Paolo Negro: 376 5. Senad Lulić: 371 6. Aldo Puccinelli: 342 7. Sergej Milinković-Savić: 341 8. Ciro Immobile: 340 9. Luca Marchegiani: 339 10. Vincenzo D'Amico: 338                                       | Nei campionati italiani * 1. Ștefan Radu: 349 2. Aldo Puccinelli: 339 3. Giuseppe Wilson: 324 4. Giuseppe Favalli: 298 5. Senad Lulić: 282 6. Vincenzo D'Amico: 276 7. Enrique Flamini: 272 8. Ciro Immobile: 270 9. Idilio Cei: 268 10. Sergej Milinković-Savić: 267                                                                                         |
| In Serie A 1. Ștefan Radu: 349 2. Aldo Puccinelli: 319 3. Giuseppe Favalli: 298 4. Giuseppe Wilson: 286 5. Senad Lulić: 282 6. Enrique Flamini: 272 7. Ciro Immobile: 270 8. Sergej Milinković-Savić: 267 9. Paolo Negro: 264 10. Cristian Ledesma: 259                                         | In Serie B 1. Diego Zanetti: 135 2. Juan Carlos Morrone: 119 3. Nello Governato: 105 4. Gabriele Podavini: 102 5. Idilio Cei: 99 6. Domenico Caso: 94 7. Giuliano Fortunato: 92 8. Arcadio Spinozzi: 87 9. Giuseppe Massa: 81 10. Gabriele Pin: 76 |
| Nelle coppe nazionali ** 1. Giuseppe Wilson: 58 2. Vincenzo D'Amico: 55 3. Paolo Negro: 48 4. Giuseppe Favalli: 46 5. Bruno Giordano: 43 6. Luigi Martini: 39 7. Renzo Garlaschelli: 38 Luca Marchegiani: 38 8. Guerino Gottardi: 34 9. Roberto Badiani: 31 Senad Lulić: 31 10. Ștefan Radu: 29 | Nelle comp. Internazionali *** 1. Paolo Negro: 64 2. Senad Lulić: 58 Luca Marchegiani: 58 3. Giuseppe Favalli: 57 4. Adam Marušić: 51 5. Sergej Milinković-Savić: 49 Giuseppe Pancaro: 49 Ștefan Radu: 49 6. Dejan Stanković: 48 7. Felipe Anderson: 47 Luis Alberto: 47 8. Fernando Couto: 46 9. Pavel Nedvěd: 45 Alessandro Nesta: 45 10. Ciro Immobile: 44 |

(*) Sono compresi i campionati di Divisione Nazionale, Serie A e Serie B.

(**) Sono comprese la Coppa Italia e la Supercoppa italiana.

(***) Sono comprese: Champions League - Coppe - UEFA - Europa League - Conference League - Intertoto - Supercoppa - Fiere - Mitropa - Alpi.
 
In corsivo i giocatori in attività.
Dati aggiornati al 10 maggio 2025.

### Marcature in partite ufficiali
| In assoluto 1. Ciro Immobile: 207 2. Silvio Piola: 159 3. Giuseppe Signori: 127 4. Giorgio Chinaglia: 120 5. Bruno Giordano: 108 6. Tommaso Rocchi: 105 7. Aldo Puccinelli: 78 8. Fulvio Bernardini: 73 9. Sergej Milinković-Savić: 69 10. Dante Filippi: 65 | Nei campionati italiani * 1. Ciro Immobile: 169 2. Silvio Piola: 143 3. Giuseppe Signori: 107 4. Giorgio Chinaglia: 98 5. Bruno Giordano: 86 6. Tommaso Rocchi: 82 7. Aldo Puccinelli: 77 8. Sergej Milinković-Savić: 57 9. Miroslav Klose: 54 10. Renzo Garlaschelli: 51 |
| In Serie A 1. Ciro Immobile: 169 2. Silvio Piola: 143 3. Giuseppe Signori: 107 4. Tommaso Rocchi: 82 5. Giorgio Chinaglia: 77 6. Aldo Puccinelli: 75 7. Bruno Giordano: 68 8. Sergej Milinković-Savić: 57 9. Miroslav Klose: 54 10. Renzo Garlaschelli: 49   | In Serie B 1. Juan Carlos Morrone: 34 2. Giorgio Chinaglia: 21 Giuseppe Massa: 21 3. Oliviero Garlini: 18 Bruno Giordano: 18 4. Vincenzo D'Amico: 15 5. Giuliano Fortunato: 13 Paolo Monelli: 13 6. Alberto Bigon: 12 7. Claudio Bizzarri: 11 Mario Maraschi: 11 8. Paolo Bernasconi: 10 Giuliano Fiorini: 10 Gian Piero Ghio: 10 Angelo Longoni: 10 Orlando Rozzoni: 10 Fernando Viola: 10 9. Claudio Vagheggi: 9 10. Ferruccio Mazzola: 8 Gabriele Savino: 8 |

| Nelle coppe nazionali ** 1. Bruno Giordano: 18 2. Giuseppe Signori: 17 3. Giorgio Chinaglia: 13 Humberto Tozzi: 13 4. Ciro Immobile: 12 5. Vincenzo D'Amico: 11 Tommaso Rocchi: 11 6. Goran Pandev: 10 7. Renzo Garlaschelli: 9 8. Alen Bokšić: 8 9. Stefano Fiore: 7 Simone Inzaghi: 7 Siniša Mihajlović: 7 Rubén Sosa: 7 10. Gustavo Dezotti: 6 Roberto Mancini: 6 Pavel Nedvěd: 6 Silvio Piola: 6 Marcelo Salas: 6 | Nelle comp. UEFA per club 1. Ciro Immobile: 26 2. Simone Inzaghi: 20 3. Pavel Nedvěd: 12 Tommaso Rocchi: 12 4. Libor Kozák: 11 5. Pierluigi Casiraghi: 10 Pedro: 10 6. Felipe Anderson: 9 Giorgio Chinaglia: 9 Claudio López: 9 Marco Parolo: 9 Marcelo Salas: 9 7. Sergio Floccari: 8 8. Sergej Milinković-Savić: 7 Dejan Stanković: 7 9. Joaquín Correa: 6 Stefano Fiore: 6 Miroslav Klose: 6 Siniša Mihajlović: 6 Goran Pandev: 6 10. Felipe Caicedo: 5 Hernán Crespo: 5 Roberto Muzzi: 5 Mauro Zárate: 5 | Nelle comp. internazionali *** 1. Giorgio Chinaglia: 27 2. Ciro Immobile: 26 3. Simone Inzaghi: 20 4. Pavel Nedvěd: 12 Tommaso Rocchi: 12 5. Libor Kozák: 11 6. Pierluigi Casiraghi: 10 Pedro: 10 Silvio Piola: 10 7. Felipe Anderson: 9 Claudio López: 9 Marco Parolo: 9 Marcelo Salas: 9 8. Sergio Floccari: 8 9. Renzo Garlaschelli: 7 Sergej Milinković-Savić: 7 Dejan Stanković: 7 10. Joaquín Correa: 6 Stefano Fiore: 6 Gian Piero Ghio: 6 Miroslav Klose: 6 Siniša Mihajlović: 6 Goran Pandev: 6 |

(*) Sono compresi i campionati di Divisione Nazionale, Serie A e Serie B.

(**) Sono comprese la Coppa Italia e la Supercoppa italiana.

(***) Sono comprese: Champions League - Coppe - UEFA - Europa League - Conference League - Intertoto - Supercoppa - Fiere - Mitropa - Alpi.

In corsivo i giocatori in attività.
Dati aggiornati al 10 maggio 2025.

### Capocannonieri per singola stagione

#### In competizioni nazionali
Fino a giugno 2023, sono sei i giocatori che hanno vinto la classifica dei marcatori del campionato di Serie A quando vestivano la maglia della Lazio. Inoltre, i calciatori laziali hanno vinto tale classifica in un totale di 11 stagioni. Soltanto i calciatori di Milan, Juventus e Inter hanno vinto più volte rispetto ai laziali.
Il miglior marcatore della Lazio in un campionato a girone unico è stato Ciro Immobile, con 36 gol in 37 gare nel campionato 2019-20, eguagliando anche il record di reti in Serie A per singola stagione stabilito precedentemente da Gonzalo Higuaín.
Giuseppe Signori e Ciro Immobile vinsero la classifica marcatori con la maglia biancoceleste per 3 volte (1992-93, 1993-94 e 1995-96 il primo, 2017-18, 2019-20 e 2021-22 il secondo).
Il club romano è l'undicesima squadra per il maggior numero di capocannonieri della Coppa Italia in assoluto (5), mentre sono quattro i giocatori laziali a essersi aggiudicati questo primato, raggiunto per due volte da Beppe Signori.
| Capocannonieri in campionato - Campionato di Serie A: 1. Silvio Piola: 21 (1936-1937) 2. Silvio Piola: 21 (1942-1943) 3. Giorgio Chinaglia: 24 (1973-1974) 4. Bruno Giordano: 19 (1978-1979) 5. Giuseppe Signori: 26 (1992-1993) 6. Giuseppe Signori: 23 (1993-1994) 7. Giuseppe Signori: 24 (1995-1996) 8. Hernán Crespo: 26 (2000-2001) 9. Ciro Immobile: 29 (2017-2018) 10. Ciro Immobile: 36 (2019-2020) 11. Ciro Immobile: 27 (2021-2022) - Campionato di Serie B: 1. Giorgio Chinaglia: 21 (1971-1972) 2. Bruno Giordano: 18 (1982-1983) 3. Oliviero Garlini: 18 (1985-1986) | Capocannonieri in Coppa Italia 1. Humberto Tozzi: 11 (1958) 2. Giuseppe Signori: 6 (1992-1993) 3. Giuseppe Signori: 6 (1997-1998) 4. Stefano Fiore: 6 (2003-2004) 5. Goran Pandev: 6 (2008-2009) |

Fonte:
(EN) Giocatori: Capocannonieri della Serie A, su rsssf.com, The Record Sport Soccer Statistics Foundation. URL consultato il 4 gennaio 2009.
(EN) Giocatori: Capocannonieri della Serie B, su rsssf.com, The Record Sport Soccer Statistics Foundation. URL consultato il 4 gennaio 2009.
(EN) Giocatori: Capocannonieri della Coppa Italia, su rsssf.com, The Record Sport Soccer Statistics Foundation. URL consultato il 4 gennaio 2009.

#### In competizioni internazionali

##### Competizioni UEFA per club
1. Libor Kozák: 8 (2012-2013)
2. Ciro Immobile: 8[4] (2017-2018)

Fonte:
(EN) Giocatori: Capocannonieri dell'Europa League, su rsssf.com, The Record Sport Soccer Statistics Foundation. URL consultato il 16 maggio 2018. (Dati prendendo in considerazione la Coppa delle Fiere tra le competizioni internazionali per club a eliminazione diretta in Europa).

##### Altre competizioni
1. Giorgio Chinaglia: 7 (1971)

Fonte:
(EN) Giocatori: Capocannonieri della Coppa delle Alpi, su rsssf.com, The Record Sport Soccer Statistics Foundation. URL consultato il 18 marzo 2011. (Dati prendendo in considerazione la Coppa delle Fiere tra le competizioni internazionali per club a eliminazione diretta in Europa).

### Record anagrafici
1. Fulvio Bernardini: 13 anni; 10 mesi; 9 giorni
2. Dante Filippi: 15 anni; 6 mesi; 0 giorni
3. Luka Romero: 16 anni; 9 mesi; 10 giorni
4. Luigi Vettraino: 17 anni; 1 mesi; 12 giorni
5. Lorenzo De Silvestri: 17 anni; 2 mesi; 0 giorni
6. Stefano Di Chiara: 17 anni; 2 mesi; 10 giorni
7. Marco Di Vaio: 17 anni; 2 mesi; 14 giorni
8. Alessandro Manetti: 17 anni; 2 mesi; 16 giorni
9. Antonio Mattioli: 17 anni; 2 mesi; 25 giorni
10. Cristiano Di Loreto: 17 anni; 3 mesi; 18 giorni

### Altri record individuali
- Giocatore con il maggior numero di gol in una stessa partita
  - Nei campionati italiani: Miroslav Klose, 5 reti (S.S. Lazio 6-0 Bologna F.C., Serie A, stagione 2012-2013).
  - Nelle coppe nazionali: Bruno Giordano, 3 reti (S.S. Lazio 4-1 Ternana Calcio, Coppa Italia, stagione 1977-1978), Tijjani Noslin, 3 reti (S.S. Lazio 3-1 S.S.C. Napoli, Coppa Italia, stagione 2024-2025).
  - Nelle competizioni internazionali: Simone Inzaghi, 4 reti (S.S. Lazio 5-1 Olympique Marsiglia, Champions League, stagione 1999-2000).
- Giocatore laziale con il maggior numero di presenze con la Nazionale italiana
Alessandro Nesta, 46 partite ufficiali dal 1996 al 2002.
- Giocatori laziali con il maggior numero di gol con la Nazionale italiana
  - In assoluto: Silvio Piola: 28 reti.
  - Totale in coppe del Mondo: Silvio Piola: 5[5].
- Giocatori col maggior numero di trofei ufficiali vinti con il club
Giuseppe Favalli, Guerino Gottardi e Paolo Negro, 8 trofei dalla stagione 1997-1998 al 2003-2004.

## Calciatori premiati in Nazionale

### Mondiali
Di seguito l'elenco dei giocatori che hanno raggiunto il podio in un campionato mondiale di calcio durante il periodo di militanza nella Lazio:
| Edizione                    | 1º posto                    | 2º posto                                              | 3º posto |
| --------------------------- | --------------------------- | ----------------------------------------------------- | -------- |
| Uruguay 1930                |                             |                                                       |          |
| Italia 1934                 | Anfilogino Guarisi          |                                                       |          |
| Francia 1938                | Silvio Piola                |                                                       |          |
| Brasile 1950                |                             |                                                       |          |
| Svizzera 1954               |                             |                                                       |          |
| Svezia 1958                 |                             | Arne Selmosson                                        |          |
| Cile 1962                   |                             |                                                       |          |
| Inghilterra 1966            |                             |                                                       |          |
| Messico 1970                |                             |                                                       |          |
| Germania Ovest 1974         |                             |                                                       |          |
| Argentina 1978              |                             |                                                       |          |
| Spagna 1982                 |                             |                                                       |          |
| Messico 1986                |                             |                                                       |          |
| Italia 1990                 |                             | Pedro Troglio                                         |          |
| Stati Uniti 1994            |                             | Pierluigi Casiraghi Luca Marchegiani Giuseppe Signori |          |
| Francia 1998                |                             |                                                       |          |
| Corea del Sud-Giappone 2002 |                             |                                                       |          |
| Germania 2006               | Massimo Oddo Angelo Peruzzi |                                                       |          |
| Sudafrica 2010              |                             |                                                       |          |
| Brasile 2014                | Miroslav Klose              | Lucas Biglia                                          |          |
| Russia 2018                 |                             |                                                       |          |
| Qatar 2022                  |                             |                                                       |          |

### Campioni continentali

#### Europa
Di seguito l'elenco dei giocatori che hanno raggiunto il podio nel campionato europeo di calcio durante il periodo di militanza nella Lazio:
| Edizione                | 1º posto                       | 2º posto                      | 3º posto                        |
| ----------------------- | ------------------------------ | ----------------------------- | ------------------------------- |
| Francia 1960            |                                |                               |                                 |
| Spagna 1964             |                                |                               |                                 |
| Italia 1968             |                                |                               |                                 |
| Belgio 1972             |                                |                               |                                 |
| Jugoslavia 1976         |                                |                               |                                 |
| Italia 1980             |                                |                               |                                 |
| Francia 1984            |                                |                               | Michael Laudrup                 |
| Germania Ovest 1988     |                                |                               |                                 |
| Svezia 1992             |                                | Thomas Doll Karl-Heinz Riedle |                                 |
| Inghilterra 1996        |                                |                               |                                 |
| Belgio-Paesi Bassi 2000 |                                | Paolo Negro Alessandro Nesta  | Sérgio Conceição Fernando Couto |
| Portogallo 2004         |                                | Fernando Couto                | Jaap Stam                       |
| Austria-Svizzera 2008   |                                |                               |                                 |
| Polonia-Ucraina 2012    |                                |                               | Miroslav Klose                  |
| Francia 2016            |                                |                               |                                 |
| Europa 2020             | Francesco Acerbi Ciro Immobile |                               |                                 |
| Germania 2024           |                                |                               |                                 |

#### Sud America
Di seguito l'elenco dei giocatori che hanno vinto la Coppa America durante il periodo di militanza nella Lazio:
- Álvaro González -  Uruguay (Argentina 2011)
- Fernando Muslera -  Uruguay (Argentina 2011)
- Joaquín Correa -  Argentina (Brasile 2021)

#### Africa
Di seguito l'elenco dei giocatori che hanno vinto la Coppa d'Africa durante il periodo di militanza nella Lazio:
- Ogenyi Onazi -  Nigeria (Sudafrica 2013)

### Confederations Cup
Di seguito l'elenco dei giocatori che hanno vinto la Confederations Cup durante il periodo di militanza nella Lazio:
- Hernanes -  Brasile (Confederations Cup 2013)

### Coppa Internazionale
Di seguito l'elenco dei giocatori che hanno vinto la Coppa Internazionale durante il periodo di militanza nella Lazio:
- Anfilogino Guarisi -  Italia (Coppa Internazionale 1933-1935)
- Silvio Piola -  Italia (Coppa Internazionale 1933-1935)

### Olimpiadi
Qui di seguito sono riportati i calciatori che hanno vinto medaglie delle Olimpiadi, durante la loro militanza nella Lazio:

#### Le medaglie d'oro
- Giuseppe Baldo -  Italia (Berlino 1936 - Calcio)
- Francesco Gabriotti -  Italia (Berlino 1936 - Calcio)
- Felipe Anderson -  Brasile (Rio De Janeiro 2016 - Calcio)

#### Le medaglie d'argento
- José Chamot -  Argentina (Atlanta 1996 - Calcio)

## Calciatori premiati
Nella presente sezione vengono solo citati i calciatori vincitori di riconoscimenti calcistici durante la loro militanza nella Lazio. 

### A livello nazionale

#### In Italia
La Società Sportiva Lazio è la quinta società calcistica italiana per il maggior numero di vincitori dell'Oscar del calcio AIC, il premio al miglior calciatore della Serie A (1), tra cui il vincitore nella categoria principale del trofeo, per un totale di sette occasioni, escluso il premio al migliore allenatore (1) e quello alla migliore squadra (1). Da notare anche il primato della società biancoceleste in cinque categorie su 6 riservate ai giocatori (migliore calciatore assoluto, migliore calciatore straniero, migliore calciatore giovane, migliore portiere e migliore difensore). Il club romano entra nell'albo d'oro dei Premi Lega Serie A alla prima edizione del 2018-2019, grazie al serbo Sergej Milinković-Savić che si aggiudica il premio per la categoria "Miglior centrocampista", mentre l'annata successiva è Ciro Immobile a conseguire quello come "Miglior attaccante", bissando il successo di tale premio anche per la stagione 2021-2022; per l'annata 2022-2023 sarà Ivan Provedel ad aggiudicarsi il riconoscimento come "Miglior portiere", tenendo la porta inviolata per ben 21 volte.
La Lazio ha annoverato tra le sue file uno dei vincitori del Pallone d'oro (fr. Ballon d'Or), il premio al miglior calciatore europeo dell'anno, il ceco Pavel Nedvěd.
| Oscar del Calcio AIC * - Migliore calciatore assoluto: 1. Christian Vieri: 1999 - Migliore calciatore italiano: 1. Christian Vieri: 1999 - Migliore calciatore giovane: 1. Alessandro Nesta: 1998 - Migliore portiere: 1. Angelo Peruzzi: 2007 - Migliore difensore (dal 2000): 1. Alessandro Nesta: 2000, 2001, 2002 | Gran Galà del calcio AIC ** - Squadra dell'anno: 1. Ciro Immobile: 2018, 2020, 2022 2. Sergej Milinković-Savić: 2018, 2022 3. Luis Alberto: 2020 | Premi Lega Serie A *** - Miglior portiere: 1. Ivan Provedel: 2022-2023 - Miglior centrocampista: 1. Sergej Milinković-Savić: 2018-2019 - Miglior attaccante: 1. Ciro Immobile: 2019-2020, 2021-2022 |

| Guerin d'oro **** 1. Giuseppe Signori: 1992-1993 2. Matías Almeyda: 1998-1999 | Pallone d'argento ***** 1. Paolo Negro: 1999-2000 |

(*) Trofeo assegnato dall'Associazione Italiana Calciatori (AIC) dal 1997 al 2010.

(**) Trofeo assegnato dall'Associazione Italiana Calciatori (AIC) dal 2010.

(***) Trofeo assegnato dalla Lega Serie A dal 2018.

(****) Trofeo istituito dalla rivista Guerin Sportivo nel 1976 al miglior calciatore della Serie A.

(*****) Trofeo assegnato dalla Giunta di Presidenza dell'Unione Stampa Sportiva d'Italia (USSI) dal 1999.

#### In altri paesi
| Pallone d'oro (Repubblica Ceca) 1. Pavel Nedvěd, 1998, 2000, 2001     | Calciatore albanese dell'anno 1. Lorik Cana, 2014    |
| Calciatore ceco dell'anno 1. Pavel Nedvěd, 1998, 2000                 | Calciatore cileno dell'anno 1. Marcelo Salas, 1998   |
| Calciatore croato dell'anno 1. Alen Bokšić, 1993                      | Calciatore danese dell'anno 1. Michael Laudrup, 1985 |
| Calciatore macedone dell'anno 1. Goran Pandev, 2004, 2006, 2007, 2008 | Calciatore oceaniano dell'anno 1. Paul Okon, 1996    |
| Calciatore serbo dell'anno 1. Siniša Mihajlović, 1999                 |                                                      |

### A livello internazionale
1. Ciro Immobile, 2020

(*) Trofeo istituito dalla rivista francese France Football nel 1967 e assegnato dall'European Sports Media (ESM) dal 1996.

## Riconoscimenti
Sono qui riportati i nominativi dei calciatori militanti nella Lazio destinatari di riconoscimenti conferiti dagli organismi calcistici internazionali:

### Inserimenti in liste stagionali ed annuali
| Squadra dell'anno UEFA * - Difensori: 1. Alessandro Nesta, 2002 | Squadra della stagione UEFA Europa League ** - Attaccanti: 1. Ciro Immobile: 2017-2018 |
| Squadra dell'anno ESM *** - Difensori: 1. Siniša Mihajlović: 1999-2000 2. Alessandro Nesta: 2000-2001 - Centrocampisti: 1. Siniša Mihajlović: 1998-1999 2. Juan Sebastián Verón: 1999-2000 3. Pavel Nedvěd: 2000-2001 - Attaccanti: 1. Hernán Crespo: 2000-2001 | Onze de Onze **** 1. Christian Vieri: 1999 2. Alessandro Nesta: 2001, 2002             |

(*) Elenco dei migliori undici calciatori componenti della squadra dell'anno a livello europeo stabilito dall'Unione delle Federazioni Calcistiche Europee (UEFA) attraverso un sondaggio virtuale dal 2001.

(**) Elenco dei migliori diciotto calciatori componenti della squadra dell'anno nella competizione stabilito dall'Unione delle Federazioni Calcistiche Europee (UEFA) in seguito alla votazione di alcuni osservatori tecnici della federazione, sotto la guida dell'ambasciatore degli allenatori Alex Ferguson, dal 2013.

(***) Elenco dei migliori undici calciatori componenti della squadra dell'anno a livello mondiale stabilito dall'European Sports Magazines (ESM) dal 1994.

(****) Elenco dei migliori undici calciatori componenti della squadra dell'anno a livello europeo stabilito dai lettori della rivista francese Onze Mondial.

### Inserimenti in liste secolari o storiche
Sono qui riportati i nominativi dei calciatori che militarono nella Lazio e sono stati indotti in liste di carattere storico (principalmente a livello secolare) redatte da organizzazioni sportive internazionali: 
- FIFA 100 *:

1. Hernán Crespo
2. Michael Laudrup
3. Pavel Nedvěd
4. Alessandro Nesta
5. Juan Sebastián Verón
6. Christian Vieri

- The UEFA Jubilee 52 Golden Players **:

1. Michael Laudrup

- UEFA Golden Jubilee Poll:
  - Top 50 ***:

1. Michael Laudrup
2. Alessandro Nesta

- - Top 250 ****:
    - 1984-1993:

1. Paul Gascoigne
2. Michael Laudrup
3. Mauro Tassotti

- -     - 1994-2003:

1. Alessandro Nesta
2. Christian Vieri

- Top-100 Mondiali:
  - Les 100 Héros de la Coupe du Monde *****[12]:

1. Silvio Piola

- - Os 100 Craques das Copas ******[13]:

1. Paul Gascoigne
2. Michael Laudrup
3. Silvio Piola

- Calciatori del XX secolo IFFHS *******:
  - Giocatori:
    - A livello africano[14]:

1. Mark Fish

- -     - A livello europeo[15]:

1. Michael Laudrup
2. Silvio Piola

- -     - A livello oceaniano[16]:

1. Paul Okon

- -     - A livello sudamericano[17]:

1. Marcelo Salas

- - Portieri:
    - A livello europeo[18]:

1. Angelo Peruzzi

- 100 Craques do Século - Placar ********[19]:

1. Paul Gascoigne
2. Michael Laudrup
3. Silvio Piola

- World Soccer 100 Players of the Century *********[20]:

1. Paul Gascoigne
2. Michael Laudrup
3. Christian Vieri

- 100 Magnifici - Il Venerdì **********[21]:

1. Paul Gascoigne

- 100 Greatest Footballers of All Time - World Soccer ***********[22]:

1. Paul Gascoigne
2. Michael Laudrup
3. Silvio Piola
4. Christian Vieri

- AFS Top-100 Players of All-Time ************[23]:

1. Demetrio Albertini
2. Michael Laudrup
3. Pavel Nedvěd
4. Diego Simeone

(*) Selezione dei 125 migliori calciatori viventi pubblicata dalla Federazione Internazionale del Calcio (FIFA) nel 2004 in occasione del suo 100esimo anniversario di fondazione istituzionale.

(**) Riconoscimento dell'Unione delle Federazioni Calcistiche Europee (UEFA) al migliore calciatore del periodo 1954-2003 per ciascuna delle sue 52 federazioni di calcio affiliate all'epoca.

(***) Ricerca sui 50 migliori calciatori europei del periodo 1954-2004 pubblicata dall'UEFA in occasione del suo 50esimo anniversario di fondazione istituzionale.

(****) Ricerca sui 250 migliori calciatori europei di ogni decennio tra 1954 e 2003 pubblicata dall'UEFA in occasione del suo 50esimo anniversario di fondazione istituzionale.

(*****) Classifica dei 100 migliori calciatori che hanno disputato la fase finale dei Mondiali di calcio tra il 1930 e il 1990, basata sul rendimento nel torneo, pubblicata dalla rivista francese France Football nel 1994.

(******) Classifica dei 100 migliori calciatori che hanno disputato la fase finale dei Mondiali di calcio tra il 1930 e il 2002 pubblicata dalla rivista brasiliana Placar nell'ottobre 2005.

(*******) Classifica dei 50 migliori calciatori del XX secolo stilata nel 2000 dall'Istituto Internazionale di Storia e Statistica del Calcio (IFFHS), organizzazione riconosciuta dalla FIFA.

(********) Elenco dei 100 migliori calciatori del XX secolo stilato dalla rivista brasiliana Placar nel novembre 1999.

(*********) Elenco dei 100 migliori calciatori di tutti i tempi pubblicato dalla rivista britannica World Soccer nel 1999.

(**********) Elenco dei 100 migliori calciatori di tutti i tempi pubblicato dall'inserto Il Venerdì della Repubblica nel 1997.

(***********) Elenco dei 100 migliori calciatori di tutti i tempi pubblicato dalla rivista britannica World Soccer nel 1999.

(************) Classifica dei 100 migliori calciatori di tutti i tempi pubblicata dalla Association of Football Statisticians (ASF) nel novembre 2007 assegnando dei punteggi a seconda dei gol segnati (per centrocampisti e attaccanti), delle partite senza subire reti (per difensori e portieri), titoli vinti, partite giocate come capitano etc.

### Inserimenti in Hall of Fame
Nel 2000 la Federazione Italiana Giuoco Calcio e la Fondazione Museo del Calcio di Coverciano istituirono per la prima volta una Hall of Fame con l'obiettivo di riconoscere la vita e la carriera di diverse personalità del calcio in Italia. In quell'anno furono riconosciuti tredici personalità in sei categorie diverse, tra le quali quattro calciatori. Tale iniziativa fu riadottata da entrambe le istituzioni dieci anni dopo con la presentazione della Hall of Fame del calcio italiano a Firenze.
Anche il Golden Foot dal 2003 ha creato un propria Hall of Fame del calcio internazionale, chiamata leggende del calcio. Ogni anno 3 o 4 giocatori vengono inseriti nella lista. Ad oggi Roberto Mancini e Juan Sebastián Verón sono gli unici giocatori inseriti nella lista che hanno militato nella Lazio. Silvio Piola inoltre è, ad oggi, l'unico ex giocatore biancoceleste ad essere inserito nella Walk of Fame dello sport italiano, istituita dal CONI nel 2015. Per quanto riguarda i calciatori stranieri, si segnala l'inserimento nella Hall of Fame del calcio inglese di Paul Gascoigne avvenuto nel 2002.
Nelle tabelle di seguito, tutti i giocatori inseriti nelle varie Hall of Fame e l'anno di inserimento.
| Calcio italiano - Hall of Fame del calcio italiano: Giocatore italiano: 1. Alessandro Nesta: 2021 Riconoscimenti alla memoria: 1. Fulvio Bernardini: 2011 2. Silvio Piola: 2011 3. Giuseppe Viani: 2018 4. Siniša Mihajlović: 2022 5. Vincenzo D'Amico: 2023 | Calcio inglese - Hall of Fame del calcio inglese: Giocatori: 1. Paul Gascoigne: 2002 |
| Golden Foot Leggende del calcio: 1. Roberto Mancini: 2017 2. Juan Sebastián Verón: 2022 | Walk of Fame dello sport italiano 1. Silvio Piola: 2015                              |

## Onorificenze
Di seguito le onorificenze ricevute dai giocatori della Lazio nel corso del loro periodo di militanza in biancoceleste.
- Ufficiale Ordine al Merito della Repubblica Italiana: 2
Massimo Oddo e Angelo Peruzzi: 2006
- Cavaliere Ordine al Merito della Repubblica Italiana: 4
Paolo Negro e Alessandro Nesta: 2000; Francesco Acerbi e Ciro Immobile: 2021
- Collare d'oro al merito sportivo: 2
Massimo Oddo e Angelo Peruzzi: 2006
- Ufficiale dell'Ordine dell'Infante Dom Henrique: 1
Fernando Couto: 2004

### Liste
- Società Sportiva Lazio#La Lazio e la Nazionale italiana
- Calciatori plurivincitori del campionato italiano
- Classifica di presenze in Serie A
- Classifica dei marcatori della Serie A
- Marcatori dei campionati italiani di calcio
- Statistiche delle competizioni UEFA per club#Giocatori vincitori di tutte le competizioni UEFA per club

### Premi e riconoscimenti
- FIFA 100
- UEFA Golden Players
- UEFA Golden Jubilee Poll